# Lofeagai
Lofeagai – miejscowość w Tuvalu, położona na atolu Funafuti na wyspie Fongafale.
Osada ma powierzchnię 0,38 km². W 2001 roku zamieszkiwały ją 385 osoby, a w 2012 roku – 627.